# Alto Solimões (tiểu vùng)
Alto Solimões là một tiểu vùng thuộc bang Amazonas, Brasil, Brasil. Tiều vùng này có diện tích 213281 km², dân số năm 2007 là 203224 người.